# فلوران پولولو
فلورنت پولو (انگلیسی: Florent Poulolo؛ زادهٔ ۲ ژانویهٔ ۱۹۹۷) بازیکن فوتبال اهل فرانسه است.